# アイ・ビリーブ・アイ・キャン・フライ
「アイ・ビリーブ・アイ・キャン・フライ」（英語：I Believe I Can Fly）は、アメリカ合衆国のR&B歌手であるR・ケリーの1996年の楽曲。この曲はR・ケリー自身により制作・プロデュース・演奏され、映画『スペース・ジャム』のサウンドトラックへ収録された。
「アイ・ビリーブ・アイ・キャン・フライ」は全米シングルチャートのBillboard Hot 100で最高2位を、Billboard R&B シングルチャートでは 6週間1位を記録、全英シングルチャートでも 1位を記録した。シングル発売から2年後にあたる1998年に発表されたアルバム『R.』に、この曲は収録されている。この曲はグラミー賞を3つ獲得し、ローリング・ストーンのオールタイム・グレイテスト・ソング500には 406位にランクインしている。
この曲はヨランダ・アダムス、ミー・ファースト・アンド・ザ・ギミー・ギミーズ、ルース・ブラウン、ジェームス・イングラム、ウィリアム・ハン、ローナン・キーティング、ビアンカ・ライアンらがカヴァーしている。ヨランダ・アダムスはジェラルド・レヴァートとデュエットしている。ジム・キャリーも、2005年の映画『ディック&ジェーン 復讐は最高!』で歌っている。キャサリン・マクフィーはテレビ番組『アメリカン・アイドル』でこの曲を歌った。パティ・ラベルは、ライヴ・アルバム『Live One Night Only』で、「オーバー・ザ・レインボー」にこの曲を追加して歌っている。ジェシカ・シンプソンは、2001年のツアーでこの曲を歌っている。
この曲は発表以来、NBA、特にマイケル・ジョーダンと繋がりが深い曲である。
「アイ・ビリーブ・アイ・キャン・フライ」はニック・キャノン主演の映画『ドラムライン』の中の卒業式のシーンで、スクール・バンドにより演奏されている。映画『アイス・エイジ2』ではクラッシュが歌っている。
R・ケリーは、第40回グラミー賞でこの曲を演奏した。

## チャート
| チャート (1996–1997年)                   | 最高位 |
| ---------------------------------------- | ------ |
| オーストラリア (ARIA)                    | 24     |
| オーストリア (Ö3 Austria Top 40)         | 2      |
| ベルギー (Ultratop 50 Flanders)          | 8      |
| ベルギー (Ultratop 50 Wallonia)          | 5      |
| カナダ トップシングルス (RPM)            | 34     |
| カナダ アダルト・コンテンポラリー (RPM)  | 34     |
| デンマーク (IFPI)                        | 4      |
| ヨーロッパ (Eurochart Hot 100)           | 1      |
| フランス (SNEP)                          | 17     |
| ドイツ (GfK Entertainment charts)        | 3      |
| アイスランド (Íslenski Listinn Topp 40)  | 8      |
| アイルランド (IRMA)                      | 1      |
| オランダ (Dutch Top 40)                  | 1      |
| オランダ (Single Top 100)                | 2      |
| ニュージーランド (Recorded Music NZ)     | 1      |
| ノルウェー (VG-lista)                    | 2      |
| スコットランド (Official Charts Company) | 4      |
| スウェーデン (Sverigetopplistan)         | 11     |
| スイス (Schweizer Hitparade)             | 1      |
| UK シングルス (OCC)                      | 1      |
| UK ダンス (OCC)                          | 16     |
| UK R&B (OCC)                             | 1      |
| US Billboard Hot 100                     | 2      |
| US Adult Contemporary (Billboard)        | 3      |
| US Adult Top 40 (Billboard)              | 21     |
| US Dance Singles Sales (Billboard)       | 3      |
| US Hot R&B/Hip-Hop Songs (Billboard)     | 1      |
| US Pop Airplay (Billboard)               | 9      |
| US Rhythmic (Billboard)                  | 5      |

| チャート (1997年)                           | 順位 |
| ------------------------------------------- | ---- |
| オーストリア (Ö3 Austria Top 40)            | 10   |
| ベルギー (Ultratop 50 Flanders)             | 45   |
| ベルギー (Ultratop 50 Wallonia)             | 29   |
| ヨーロッパ (Eurochart Hot 100)              | 11   |
| フランス (SNEP)                             | 57   |
| ドイツ (Official German Charts)             | 14   |
| オランダ (Dutch Top 40)                     | 12   |
| オランダ (Single Top 100)                   | 25   |
| ニュージーランド (Recorded Music NZ)        | 38   |
| ルーマニア (Romanian Top 100)               | 74   |
| スウェーデン (Sverigetopplistan)            | 87   |
| スイス (Schweizer Hitparade)                | 3    |
| イギリス (OCC)                              | 14   |
| 全米 ビルボード Hot 100                     | 6    |
| 全米 アダルト・コンテンポラリー (Billboard) | 14   |
| 全米 ホット R&B シングルズ (Billboard)      | 7    |

| チャート (1990–1999年) | 順位 |
| ---------------------- | ---- |
| 全米 Billboard Hot 100 | 87   |

## 宇宙飛行
STS-122では、乗組員の起床コールでこの曲を使用していた。

## カヴァー・ヴァージョン
2003年、ミー・ファースト・アンド・ザ・ギミー・ギミーズはアルバム『Take a Break』でこの曲をカヴァーした。ウィリアム・ハンは2004年のアルバム『Inspiration』に、この曲を収録した。サックス奏者のマリオン・メドウズは、アルバム『Dressed to Chill』にこの曲を収録している。
この曲は2005年の映画『ディック&ジェーン 復讐は最高!』で使われた。ディック（ジム・キャリー）がエレベーターでこの曲を歌っている。